# 스위스 요리

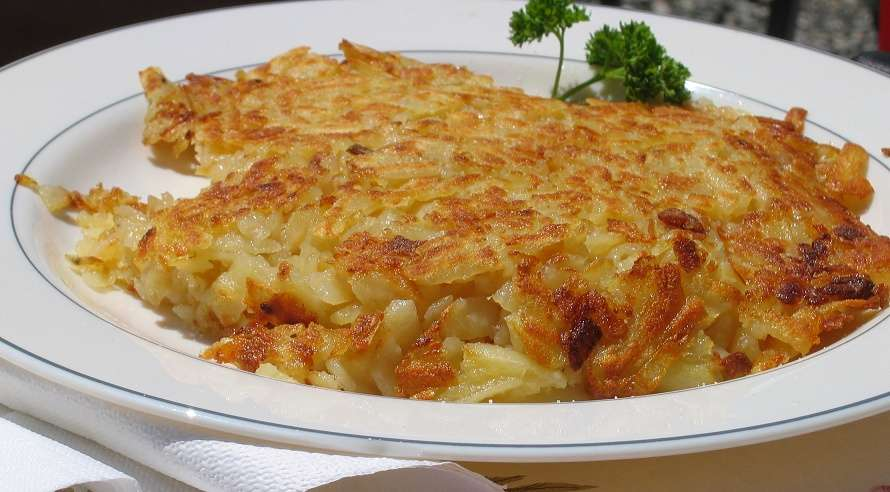
뢰슈티

스위스 요리(Suisse 料理, 독일어: Schweizer Küche 슈바이처 퀴헤[*], 프랑스어: cuisine suisse 퀴진 쉬스[*], 이탈리아어: cucina svizzera 쿠치나 스비체라[*])는 중앙유럽에 있는 스위스의 요리이다. 스위스는 지형의 특성상 사방을 서로 다른 국가와 접하고 있어서, 각 지방별로 접한 국가의 요리의 특징이 나타난다. 따라서 이탈리아어, 프랑스어, 독일어를 쓰는 지역에 따라 음식문화가 다르며 이름도 제각각이다.

## 요리
스위스의 요리에는 항상 치즈와 초콜릿이 따라온다. 에멘탈 치즈, 바슈랭 치즈, 아펜젤러 치즈는 스위스의 대표적인 치즈이다. 가장 유명한 치즈 요리로는 퐁뒤와 라클레트가 있다. 둘 모두 지방의 요리지만 지금은 스위스 치즈 협회가 도입하여 세계적으로 유명해졌다.
감자를 곁들여 만든 뢰스티(독일어: Rösti)도 인기 있는 요리다. 원래 아침 식사용 음식이었지만 요즘에는 어느 때나 먹는다. 저녁식사로는 버터나 잼을 바른 빵을 먹기도 하며 그냥 치즈와 빵으로도 자주 식사를 해결한다.
타르트와 치즈, 베이컨의 일종인 키슈(Quiche)도 스위스의 전통 음식이다. 타르트는 사과 소스에서 양파에 이르기까지 다양한 종류의 토핑을 올려 만든다.

## 음료

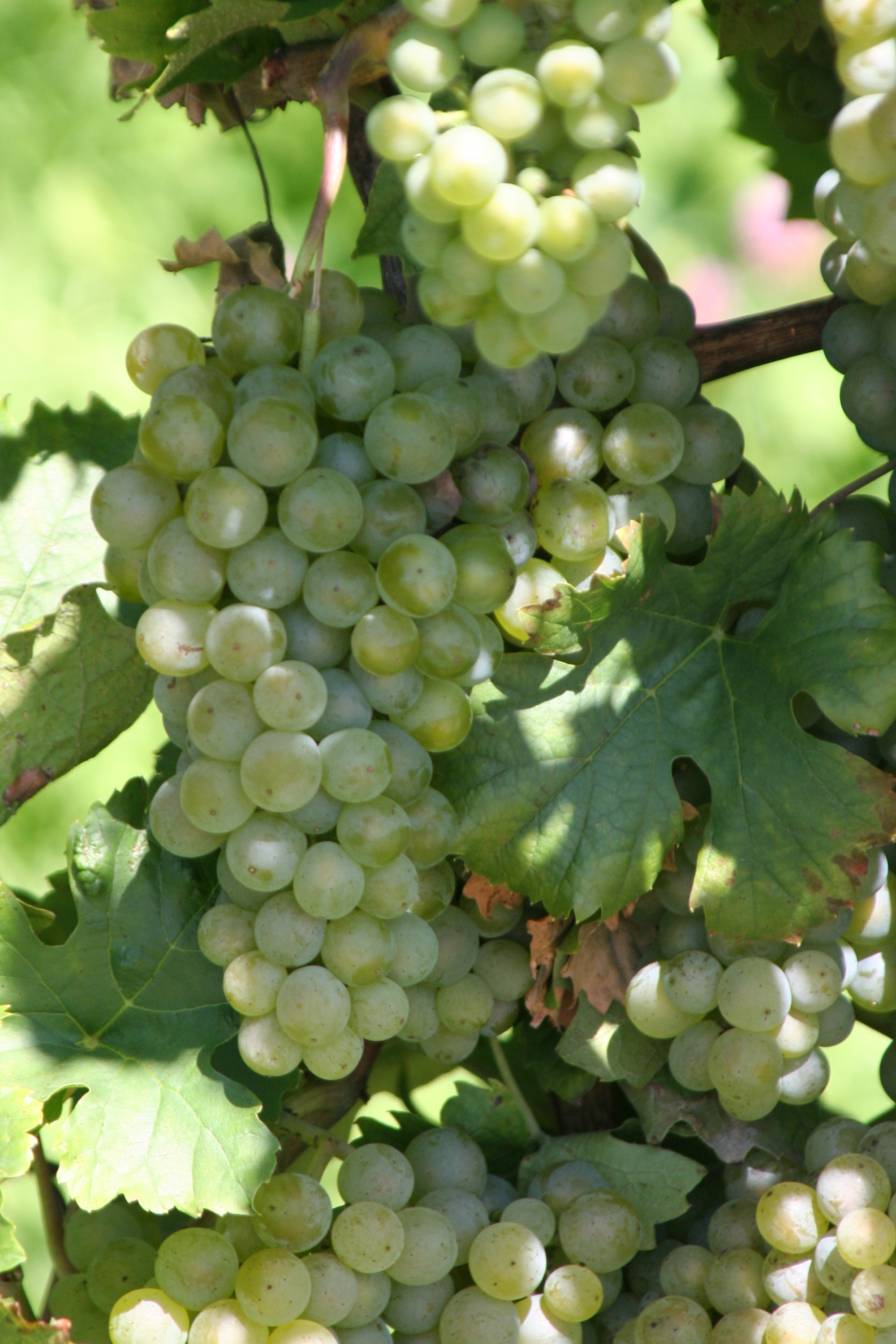

리벨라(Rivella)는 탄산을 곁들인 스위스의 음료로서 스위스 전역에서 가장 인기 있는 음료이다.
사과 주스도 즐기는데 사과주 형태로 나오기도 한다.
와인도 대중적이다. 많은 지방에서 생산되는데 각 언어권마다 선호하는 종류가 다르다. 리슬링과 실바너 종을 교배한 백포도주는 독일어권 스위스 지역에서 생산되며 샤살라(Chasselas)는 프랑스어권 지역에서 만든다. 적포도주인 피노 누아(Pinot Noir)는 두 언어권에서 모두 즐겨 찾는다. 이탈리아어권에서는 메를로가 인기있다.

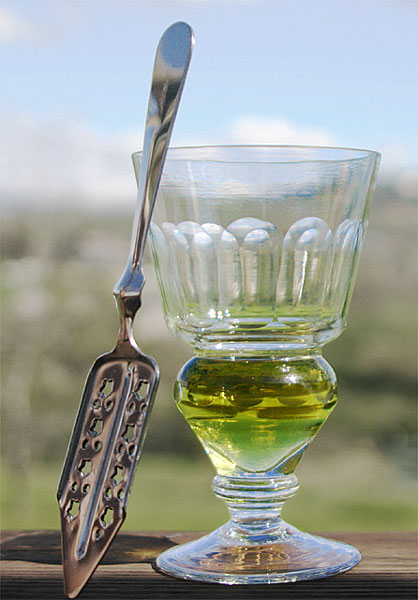

스위스에서 맥주와 와인은 17살 이상이면 살 수 있다. 하지만 증류된 알코올을 포함하는 것은 20세 이상만 살 수 있다. 술문화를 접하며 사회에 적응하는 것은 스위스 사회에서 흔한 일이기 때문에 거의 대부분의 아이들은 14살 정도면 한 번쯤 알코올의 맛을 보게 된다.
초콜릿 음료인 오보말타인(Ovomaltine)은 미국에서 오발타인(Ovaltine)이라고 부르는데 스위스에서 유래한 것이며 계속해서 인기 상승세를 달리고 있다. 특별히 젊은이들 사이에서 인기가 있으며 음료 이외에도 빵 위에 발라서 먹는 것도 흔하다.

## 같이 보기
- 유럽 요리